# Julia Annas
Julia Elizabeth Annas (* 13. Juni 1946) ist eine US-amerikanische Philosophin und Philosophiehistorikerin.

## Leben
Nach einem Studium der Philosophie an der Universität Oxford und der Universität Harvard wurde Annas 1972 in Harvard zum Ph.D. promoviert. Anschließend war sie fünfzehn Jahre lang Fellow und Tutor des St Hugh’s College, Oxford. Abgesehen von einem Jahr an der Columbia University (1991–1992) ist sie seither Regents Professor of Philosophy an der University of Arizona. Darüber hinaus hat sie eine Reihe von Gastprofessuren in den USA und in Europa wahrgenommen. Annas ist Fellow der American Academy of Arts and Sciences sowie Mitbegründerin und Mitglied des Advisory Board der jährlich erscheinenden Fachzeitschrift Oxford Studies in Ancient Philosophy und Mitherausgeberin der Reihe Oxford Aristotle Studies. 2003/04 amtierte sie als Präsidentin der American Philosophical Association (Pacific Division). Seit 2013 ist sie gewähltes Mitglied der American Philosophical Society. Sie ist auswärtiges Mitglied der Norwegischen Akademie der Wissenschaften.
Annas arbeitet zu allen Aspekten der antiken griechischen Philosophie, insbesondere zu Ethik, Psychologie und Erkenntnistheorie. Unter den Autoren widmete sie Platon, Aristoteles, Sextus Empiricus und den antiken Skeptikern sowie Cicero besondere Aufmerksamkeit.

## Schriften (Auswahl)
Monographien
- An Introduction to Plato’s Republic. Oxford University Press, Oxford 1981, zweite Auflage 1984.
  - Französische Übersetzung: Introduction à la Republique de Platon. Préface de Jacques Brunschwig. Traduit par Béatrice Han. Presses Universitaires de France 1993.
  - Neugriechische Übersetzung: Εισαγωγή στην Πολιτεία του Πλάτωνα. Μετάφραση: Χρυσούλα Γραμμένου, επιμέλεια: Χρήστος Ζαφειρόπουλος, Πάρις Μπουρλάκις. Καλέντης, Αθήνα 2006 (Μύθοι και Λόγοι, 3). – (Mit neuer Einleitung)
- (Hrsg., mit Jonathan Barnes): The Modes of Scepticism. Cambridge University Press, 1985.
  - Japanische Übersetzung: Iwanami Shoten, Tokyo, 1990.
- Hellenistic Philosophy of Mind. University of California Press, 1992.
- The Morality of Happiness. Oxford University Press, 1993.
  - Italienische Übersetzung: La Morale della Felicità. Traduzione di Matteo Andolf. Vita e Pensiero, Mailand, 1998.
- Platonic Ethics, Old and New. Cornell University Press 1999.
- Ancient Philosophy: A Very Short Introduction. Oxford University Press, Oxford, 2000 (Very Short Introduction series).
  - Kurze Einführung in die antike Philosophie. Aus dem Engl. übers. von Cordula Bachmann. Vandenhoeck & Ruprecht, Göttingen 2009, ISBN 978-3-8252-3201-6.
  - Übersetzungen ins Chinesische, Spanische, Japanische und Niederländische.
- Voices of Ancient Philosophy. A collection of introductory readings. Oxford University Press (America), 2000.
- (Hrsg., mit Christopher J. Rowe): New Perspectives on Plato, Modern and Ancient. Harvard University Press, 2002.
- Plato: A Very Short Introduction. Oxford University Press, Oxford, 2003 (Very Short Introduction series).
- Intelligent Virtue. Oxford University Press, Oxford, 2011.

Texteditionen
- Aristotle’s Metaphysics M and N, translated with introductory essay and philosophical commentary. Oxford, Clarendon Aristotle Series, 1976, berichtigter Nachdruck 1987.
  - Italienische Übersetzung: Interpretazione dei libri M-N della “Metafisica” di Aristotele. Vita e Pensiero, Mailand 1992.
- mit Jonathan Barnes: Sextus Empiricus, Outlines of Scepticism. Translation with notes Cambridge University Press, 1994. Nachdruck mit neuer Einleitung von Jonathan Barnes. Cambridge University Press, Cambridge 1999 (Cambridge Texts in the History of Philosophy).
- mit Robin Waterfield: Plato’s Statesman. Translation by Robin Waterfield, with Introduction and notes by Julia Annas. Cambridge University Press, Cambridge, 1995 (Cambridge Texts in Political Thought).
  - Chinesische Übersetzung: China University of Political Science and Law 2002.
- mit Raphael Woolf: Cicero, On Moral Ends. Translated by Raphael Woolf, with Introduction and Notes by Julia Annas. Cambridge University Press, Cambridge 2001 (Cambridge Texts in the History of Philosophy).

Artikel
- Aristotle and Kant on Morality and Practical Reasoning, in: Aristotle, Kant & The Stoics. Ed. S. Ergstrom and J. Whiting. Cambridge 1996.
- Virtue and Eudaimonism, in: Virtue and Vice. Ed. E. Paul, J. Jaul and F. Miller. Cambridge 1998.
- Prudence and Morality in Ancient and Modern Ethics, in: Ethics, January 1995.
- Epicurus on Agency, in: Passions and Perceptions, Cambridge 1993.
- The Good Life and the Good Lives of Others, in: The Good Life and the Human Good. Cambridge, 1992.
- Plato the Skeptic, in: Oxford Studies in Ancient Philosophy, Suppl. Vol. 1992: Methods of Interpreting Plato and his Dialogues. Clarendon Press, Oxford, S. 43–72.
- Plato's Myths of Judgement. In: Phronesis 27, 1982, S. 119–143.